# Salomó
Salomó è un comune spagnolo di 540 abitanti situato nella comunità autonoma della Catalogna.